# Бегендяцкая Пастиль
Бегендяцкая Пастиль (укр. Бегендяцька Пастіль) — село в Великоберезнянской поселковой общине Ужгородского района Закарпатской области Украины.
Население по переписи 2001 года составляло 206 человек. Почтовый индекс — 89041. Телефонный код — 03135. Код КОАТУУ — 2120884002.